# Technische Hochschule Leuna-Merseburg
Koordinaten: 51° 20′ 37,7″ N, 11° 58′ 35″ O

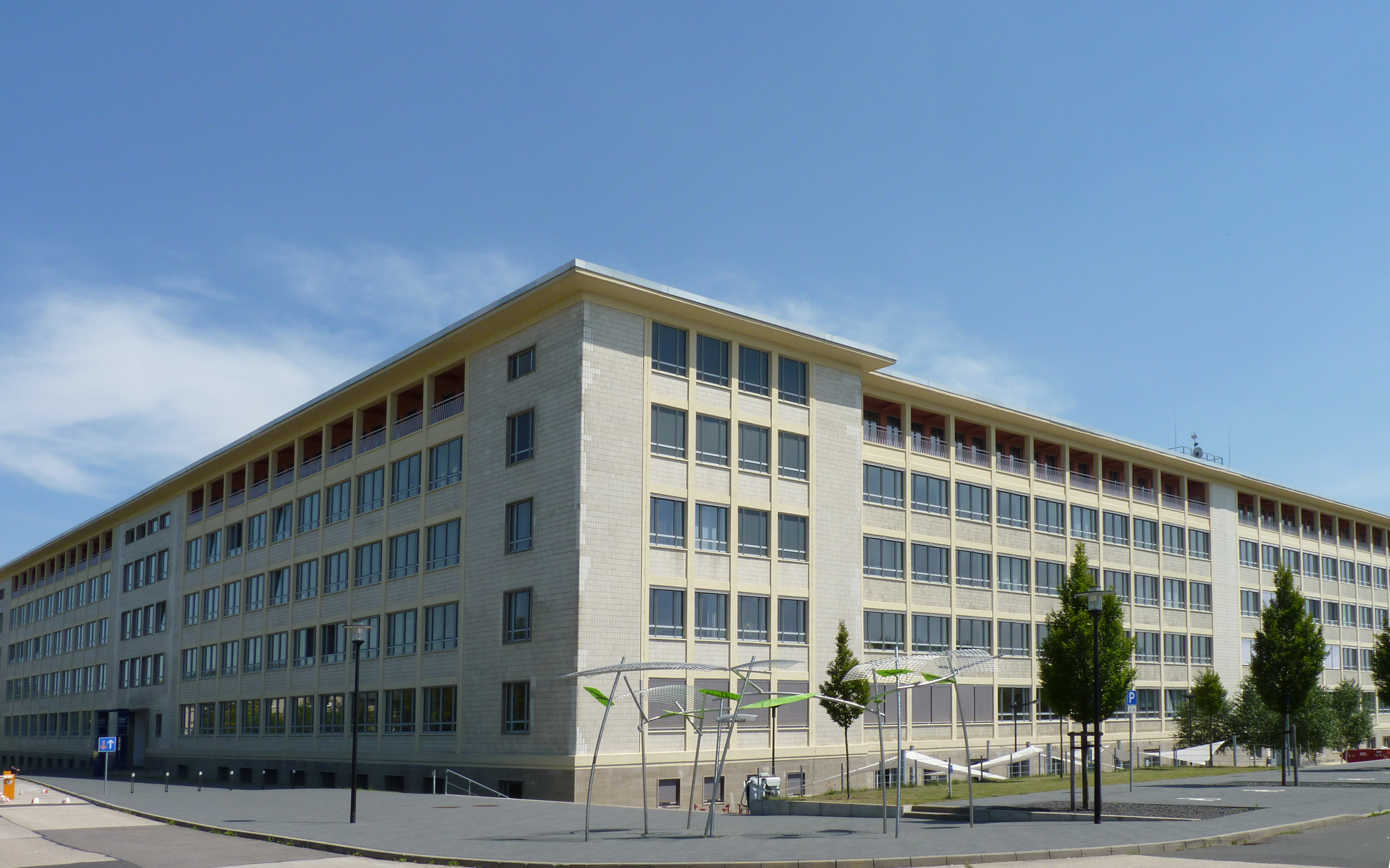
Hauptgebäude auf dem Campus Merseburg (sanierter Zustand 2014)

Die Technische Hochschule Leuna-Merseburg (THLM), bei ihrer Gründung zunächst als Technische Hochschule für Chemie Leuna-Merseburg (THC) bezeichnet, war eine Technische Hochschule mit Promotionsrecht in Merseburg im heutigen Land Sachsen-Anhalt. Sie entstand am 1. September 1954 und wurde 1964 nach Carl Schorlemmer benannt. Auf dem Gelände der THLM wurde 1992 die als Fachhochschule konzipierte Hochschule Merseburg gegründet. Zum 31. März 1993 erfolgte die Aufhebung der THLM.

## Gründung, Entwicklung, Namensänderungen und Aufhebung
Am 1. September 1954 wurde die Technische Hochschule für Chemie Leuna-Merseburg (THC) mit einem Festakt in Halle (Saale) gegründet. Am 19. Oktober 1954 wurden im Klubhaus der Leuna-Werke in Leuna die ersten 207 Chemie-Studenten immatrikuliert und gleichzeitig als Gründungsrektor der Mathematiker Herbert Dallmann in sein Amt eingeführt; der Grundstein für den Campus Merseburg wurde gelegt. In der unmittelbar benachbarten Stadt Leuna gab es trotz des Namens der Hochschule jedoch niemals einen Standort, wohl aber das größte Chemiewerk der DDR.
Gründungsziel war die Schaffung einer Technischen Hochschule mit einem anwendungsorientierten Profil, das verfahrenstechnische Technologie mit Theorie und Ökonomie verbindet sowie durch Ausbildung, Weiterbildung und Forschung zur personellen und wissenschaftlichen Unterstützung der mitteldeutschen Chemieindustrie beiträgt.
Die Gründung dieser speziell auf die chemische Großindustrie zugeschnittenen Hochschule ist als eine Spätfolge der beiden Weltkriege sowie der Spaltung Deutschlands und der aktuellen Ereignisse vom 17. Juni 1953 anzusehen. Nur wenige Wochen nach diesen wirtschaftspolitisch bedingten Unruhen in der DDR, die in der Führungsspitze um Walter Ulbricht einen Schock auslösten, wurden mehrere Hochschulgründungen durch den Ministerrat der DDR im August 1953 beschlossen. Damit sollte der Industrie die fehlende Unterstützung gegeben werden, um deren Leistungsfähigkeit mittelfristig spürbar zu erhöhen und damit den Lebensstandard in Richtung auf das westdeutsche Niveau zu entwickeln.
Zu diesen Hochschulgründungen gehörten die spätere TH Karl-Marx-Stadt (heute TU Chemnitz) mit ihrem Profil Maschinenbau. Die Elektrotechnik wurde profilmäßig auf die spätere TH Ilmenau (heute TU Ilmenau) und die HfV Dresden übertragen. Auf den Schwermaschinenbau wurde die spätere TH Magdeburg (heute Otto-von-Guericke-Universität) ausgerichtet. Dem Bauwesen wurde die Hochschule für Architektur und Bauwesen Weimar und die Hochschule für Bauwesen Cottbus zugeordnet. Die Hochschule für Bauwesen Leipzig war ebenfalls eine Neugründung aus dem Jahre 1954, aus der dann 1977 zusammen mit mehreren Vorgängereinrichtungen die benachbarte Technische Hochschule Leipzig mit ihrem Profil Bauwesen, Polygrafie sowie Automatisierungs- und Elektrotechnik gebildet wurde.

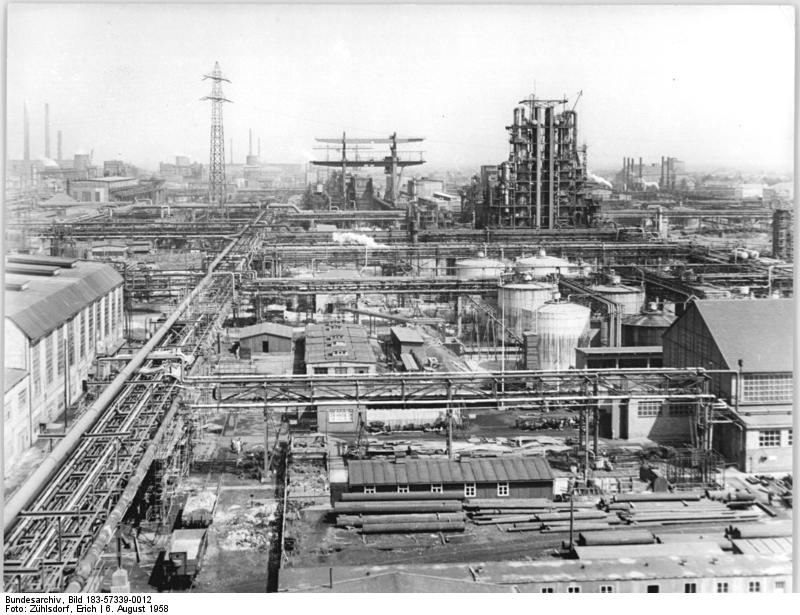
Leuna-Werke (1958)

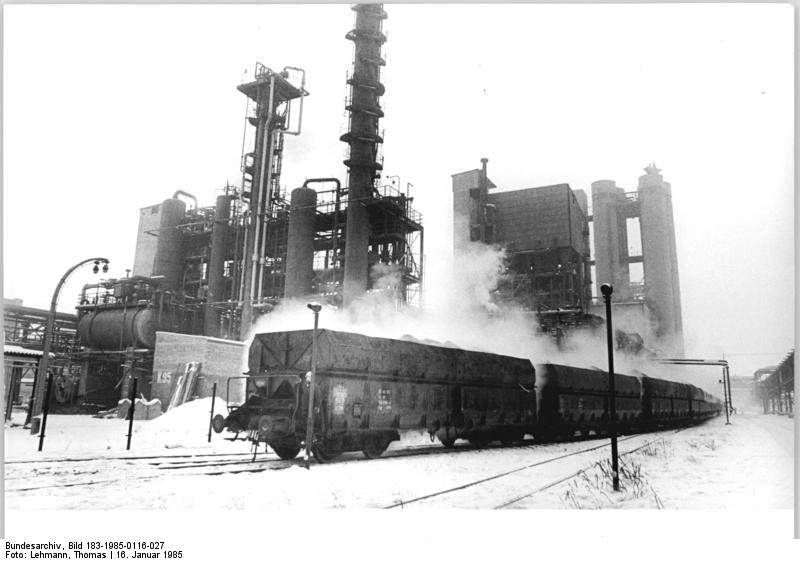
Buna-Werke (1985)

Als Standort für eine TH für Chemie im mitteldeutschen Chemiedreieck zwischen den Städten Leipzig, Halle/Merseburg und Dessau/Bitterfeld war ursprünglich die Großstadt Leipzig vorgesehen; dieser Vorschlag wurde aber wegen zu großer Aktivitäten bei den Unruhen vom 17. Juni wieder verworfen. Den Zuschlag bekam Merseburg als deutlich kleinere und ruhigere Stadt, die sich zwischen zwei „Chemie-Riesen“ befindet:
- Leuna-Werke „Walter Ulbricht“ in Leuna mit damals rd. 30.000 Beschäftigten, entstanden im Ersten Weltkrieg zur Herstellung von Ammoniak nach dem Haber-Bosch-Verfahren.
- Buna-Werke in Schkopau mit damals rd. 20.000 Beschäftigten, entstanden kurz vor dem Zweiten Weltkrieg zur Herstellung von Plasten und Elasten, insbesondere für Kunstkautschuk zur Reifenproduktion aus einheimischen Rohstoffen (Braunkohle).

Die THC wurde zunächst dem Ministerium für Schwerindustrie unterstellt, im Dezember 1955 dann dem neu gebildeten Ministerium für Chemische Industrie. Seit Februar 1958 gehörte die THC zum Staatssekretariat für Hoch- und Fachschulwesen, dem späteren Ministerium für Hoch- und Fachschulwesen.
Im September 1959 fand eine Festwoche zum 5-jährigen Bestehen der THC statt. Zur Hochschule gehörten bereits 947 Studenten (davon 48 Ausländer) mit 774 Wohnheimplätzen, 35 Professoren, 115 Wissenschaftliche Mitarbeiter, insgesamt 581 Beschäftigte. Die Anzahl der Institute hatte sich auf 18 erhöht. Diese Festwoche entwickelte sich zu einem festen Bestandteil der Hochschultradition und wurde jeweils im 5-jährigen Abstand im Herbst begangen: 1964 zum 10-jährigen Bestehen der THC. Zu diesem Zeitpunkt hatte die Hochschule 1.940 Studenten, 39 Professoren, 211 Wissenschaftliche Mitarbeiter sowie 25 Institute. Auf Beschluss des Präsidiums des Ministerrates wurde ihr der Name Technische Hochschule für Chemie „Carl Schorlemmer“ Leuna-Merseburg verliehen. Das 15-jährige Bestehen der THC wurde 1969 mit 2.670 Studenten sowie mit 55 Professoren und 347 Wissenschaftlichen Mitarbeitern begangen. 1974 zum 20-jährigen Bestehen hatte die THC inzwischen 2.950 Studenten, für die 4.009 Wohnheimplätze zur Verfügung standen. Die Anzahl der Professoren war auf 55 gestiegen, denen 347 Wissenschaftliche Mitarbeiter zur Seite standen.
Ab Januar 1975 führte die Hochschule die Bezeichnung Technische Hochschule „Carl Schorlemmer“ Leuna-Merseburg (THLM), der Zusatz „für Chemie“ war also entfallen. Zum 25-jährigen Jubiläum 1979 hatte die THLM eine Studentenzahl von 2.720, es standen weiterhin 4.009 Wohnheimplätze zur Verfügung. 72 Professoren und 437 Wissenschaftliche Mitarbeiter waren tätig bei einer Gesamtbeschäftigtenzahl von 1.764. Die Festwoche von 1984 war dem 30-jährigen Bestehen der THLM und dem 150-jährigen Geburtstag von Carl Schorlemmer gewidmet. Die Studentenzahl hatte 3.114 erreicht mit 3.690 Wohnheimplätzen. An der Hochschule wirkten 79 Professoren und 386 Wissenschaftliche Mitarbeiter. Die Gesamtzahl der Beschäftigten betrug 1.742. Im September 1989 beging die THLM ihr 35-jähriges Bestehen. Ihr gehörten damals 2.848 Studenten, 76 Professoren und 432 Wissenschaftliche Mitarbeiter an.
Die demokratische Erneuerung wurde an der Hochschule am 30. Oktober 1989 mit einem Gespräch des amt. Rektors Hans-Joachim Aust mit den Unterzeichnern eines entsprechenden Aufrufes eingeleitet. Am 13. November sprach sich das Kollegium für die Trennung von staatlicher Leitung und SED-Parteiorganisation aus. Am 20. November wurde die Rektorin Margit T. Rätzsch von ihrer Funktion vorzeitig entbunden. Es folgten eine Reihe weiterer Schritte auf diesem Wege der Erneuerung. Am 7. Mai 1990 wählte der neue Wissenschaftliche Rat als Rektor Egon Fanghänel, als Prorektor für Wissenschaftsentwicklung Wolfgang Fratzscher und als Prorektor für Studienangelegenheiten Rolf Kümmel. Der Senat bildete im September 1990 eine Kommission zur Rehabilitation und Vergangenheitsbewältigung (Leitung: Georg C. Brack).
Unmittelbar nach der Wiedervereinigung wurde die Hochschulbibliothek als erste in den Neuen Bundesländern an das Wissenschaftsnetz der BRD geschaltet und ein STN-Schulungszentrum an der THLM eröffnet (Leitung: Bibliotheksdirektor Klaus Krug). Die 162. Hochschulrektorenkonferenz nahm die THLM im November 1990 als Mitglied auf. Die Landesregierung Sachsen-Anhalt hatte Anfang Dezember die Abwicklung der THLM beschlossen. Im März 1991 erfolgte die Evaluierung der THLM durch eine Arbeitsgruppe des Wissenschaftsrats mit dem im Juli veröffentlichten Ergebnis, dass die drei leistungsstarken und konkurrenzfähigen Fachbereiche Chemie, Verfahrenstechnik sowie Werkstoff- und Verarbeitungstechnik mit der Martin-Luther-Universität Halle-Wittenberg (MLU) vereinigt werden sollten. Hierzu wurde eine paritätische Integrationskommission gebildet, die diesen Vereinigungsprozess vorbereitete und begleitete. Die Angliederung wurde im ersten Hochschulstrukturgesetz Sachsen-Anhalts geregelt. Im September 1991 waren nur noch 1.854 Studenten an der THLM eingeschrieben, für die 3.579 Wohnheimplätze zur Verfügung standen. Die Gesamtzahl der Beschäftigten betrug 1.450, davon 71 Professoren und 398 Wissenschaftliche Mitarbeiter; es bestanden 30 Institute. Das erste Hochschulstrukturgesetz (HSG) des Landes Sachsen-Anhalt vom 28. Februar 1992 legte die Aufhebung der THLM fest. Zum 31. März 1993 erfolgte dann die juristische Aufhebung der Technischen Hochschule „Carl Schorlemmer“ Leuna-Merseburg. Letzter Rektor war der Mathematiker Alfred Göpfert, der dieses Amt erst am 14. Dezember 1992 übernommen hatte. Sein Aufhebungsbeauftragter war der promovierte Chemiker P. Schumacher. Das benachbarte Land Sachsen folgte ebenfalls den Empfehlungen des Wissenschaftsrates und hat fünf Technische Hochschulen geschlossen: Technische Hochschule Leipzig, HfV Dresden, IH Mittweida, TH Zittau, TH Zwickau. An ihrer Stelle wurden weniger kostenintensive Fachhochschulen neu gegründet.

## Rektoren
Das Rektorat der THLM wurde insgesamt von 11 Rektoren geleitet, die vom Akademischen Senat der Hochschule gewählt wurden:
- Herbert Dallmann (1909–1996), Mathematiker, Gründungsrektor von 1954 bis 1955
- Eberhard Leibnitz (1910–1986), Chemiker, Lehrtätigkeit von 1955 bis 1961, Rektor von 1955 bis 1958
- Heinz Schmellenmeier (1909–1994), Physiker, Lehrtätigkeit und Rektor von 1958 bis 1961
- Elmar Profft (1905–1978), Chemiker, Lehrtätigkeit von 1956 bis 1961, Rektor vom März 1961 bis zum Dezember 1961
- Rolf Landsberg (1920–2003), Chemiker, Lehrtätigkeit von 1955 bis 1964, Rektor von 1962 bis 1964
- Hans-Joachim Bittrich (1923–2010), Chemiker, Lehrtätigkeit von 1961 bis 1988, Rektor von 1964 bis 1968
- Hans-Heinz Emons (* 1930), Chemiker, Lehrtätigkeit von 1964 bis 1975, Dekan der Chemischen Fakultät von 1966 bis 1968, Rektor von 1968 bis 1975
- Gert Naue (* 1934), Strömungstechniker, Lehrtätigkeit von 1965 bis 1992, Rektor von 1975 bis 1981
- Margit T. Rätzsch (1934–2016), Physikochemikerin, Lehrtätigkeit von 1959 bis 1993, Rektorin von 1981 bis 1990
- Egon Fanghänel (1935–2023), Chemiker, Lehrtätigkeit von 1968 bis 1993, Rektor von 1990 bis 1992 (MLU: bis 2000)
- Alfred Göpfert (1934–2023), Mathematiker, Lehrtätigkeit von 1974 bis 1993, Rektor von 1992 bis 1993 (MLU: bis 1999).

## Prorektorate
Das „Prorektorat des Ersten Prorektors“ war mit der Hochschulverwaltung sowie Querschnittsaufgaben betraut. Für den gesamten Ausbildungsprozess war das Prorektorat für Erziehung und Ausbildung verantwortlich. Die Merseburger Ausbildung war von Anfang an sehr praxisorientiert, sodass die Absolventen in der chemischen Industrie begehrt waren. Für die Studierenden trat ab September 1981 eine neue Stipendienordnung in Kraft, wonach das Grundstipendium 200 Mark pro Monat betrug, das durch abgestufte Leistungsstipendien ergänzt werden konnte. Das „Prorektorat für Gesellschaftswissenschaften“ kam für spezifische Aufgaben der Erziehung und Ausbildung später hinzu. Bereits im Oktober 1956 wurde das „Prorektorat für Forschung und Aspirantur“ gegründet. Es war für die Herausbildung der wissenschaftlichen Basis der Hochschule verantwortlich. Insbesondere hatte es auch dafür zu sorgen, dass die Wissenschaftskooperation mit der chemischen Industrie des regionalen „Chemiedreiecks“ entwickelt wurde. Hierzu wurden zahlreiche Kooperationsverträge abgeschlossen: 1958 mit den Leuna-Werken, 1959 mit dem Elektrochemischen Kombinat Bitterfeld, 1978 mit dem Chemieanlagenbaukombinat Grimma zur gemeinsamen Hochschul-Industrie-Forschungsgruppe (HIFOG) Verfahrenstechnik, 1986 mit dem Kombinat „Carl Zeiss“ Jena (Vertragsvolumen: 40 Mio. Mark), mit dem Chemischen Kombinat Bitterfeld (CKB) und mit dem Fotochemischen Kombinat ORWO Wolfen sowie mit den Leuna-Werken „Walter Ulbricht“, dem Chemieanlagenbaukombinat Leipzig-Grimma (CLG) und den Chemischen Werken Buna. 1987 erfolgte die Gründung des Forschungs- und Entwicklungsbereiches „Polymere Werkstoffe“ (Direktor: Ernst-Otto Reher). Mitte 1989 nahm das Technikum „Hochveredelte Produkte“ der HIFOG den Betrieb auf in Kooperation mit den Chemiekombinaten in Leuna, Schkopau, Bitterfeld und Leipzig-Grimma.
Die internationalen Hochschulverbindungen wurden durch einen Vertrag mit der Slowakischen Technischen Hochschule Bratislava 1959 begonnen. 1982 wurde mit der Sibirischen Abteilung der Akademie der Wissenschaften der UdSSR in Nowosibirsk eine Vereinbarung zur Aufnahme des Computerdialogs geschlossen. Darüber hinaus gab es weitere internationale Wissenschaftskooperationen, die durch Verträge hinterlegt waren, insbesondere auch mit der VR Vietnam.

## Institutsgründungen
Die anfängliche Entwicklung der THC spiegelt sich besonders in ihren Institutsgründungen seit 1954 wider:
- 1954: Anorganische Chemie (Direktor: Werner Lautzsch); Maschinenkunde (Direktor: Werner Häußler); Mathematik (Direktor: Herbert Dallmann); Abteilung Gesellschaftswissenschaften; Hochschulbibliothek mit 3.000 Bänden (Direktor: R. Mack).
- 1955: Anschluss der wissenschaftliche Abteilung des Pharmaziebetriebes Fahlberg-List in Magdeburg (Leiter: Elmar Profft) als Forschungsinstitut Magdeburg an die THC. Organische Chemie (Direktor: Elmar Profft); Analytische Chemie, erstes und einziges Institut in der DDR (Direktor: Rudolf Geyer); Physikalische Chemie (Direktor: Rolf Landsberg); Physik (Direktor: Becherer); Abteilung Sprachunterricht (Leitung: H. Voitzsch); Abteilung Studentische Körpererziehung (Leitung: H. Behnke).
- 1956: Technische Physik (Direktor: Heinz Schmellenmeier); Politische Ökonomie; Organisation und Planung des Chemiebetriebes (Direktor: Johannes Neumann); Normung und Standardisierung (komm. Direktor: Helmut Messing); Rechnungswesen und Finanzen (komm. Direktor: Günter Geißler); Industrie-Institut (Direktor: Heinz Schmellenmeier).
- 1958: Chemie und Technologie der Hochpolymere (Direktor: Hans Grohn).
- 1959: Chemie und Technologie der Mineralsalze (Direktor: Fritz Serowy); Petrolchemie (komm. Direktor: Heinz Prinzler); Chemiemetalle (Direktor: Franz Mattes); Marxismus-Leninismus (Direktor: Günther Bohring); Werkstoffkunde und mechanische Technologie (Direktor: Fritz Günther).
- 1960: Ökonomie der chemischen Industrie (komm. Direktor: Siegfried Tannhäuser); Verfahrenstechnik (Direktor: Günther Adolphi).
- 1962: Chemie und Technologie organischer Grund- und Zwischenprodukte (Direktor: Wilhelm Pritzkow).
- 1964: Mechanische Verfahrenstechnik, Apparatewesen und Projektierung (Direktor: Wilhelm Jugel). Aufgliederung des Instituts für Technische Physik in die Institute für Automatisierung chemischer Prozesse (komm. Direktor: Georg C. Brack); Technische Mechanik und Strömungslehre (komm. Direktor: Wolfgang Pfefferkorn).

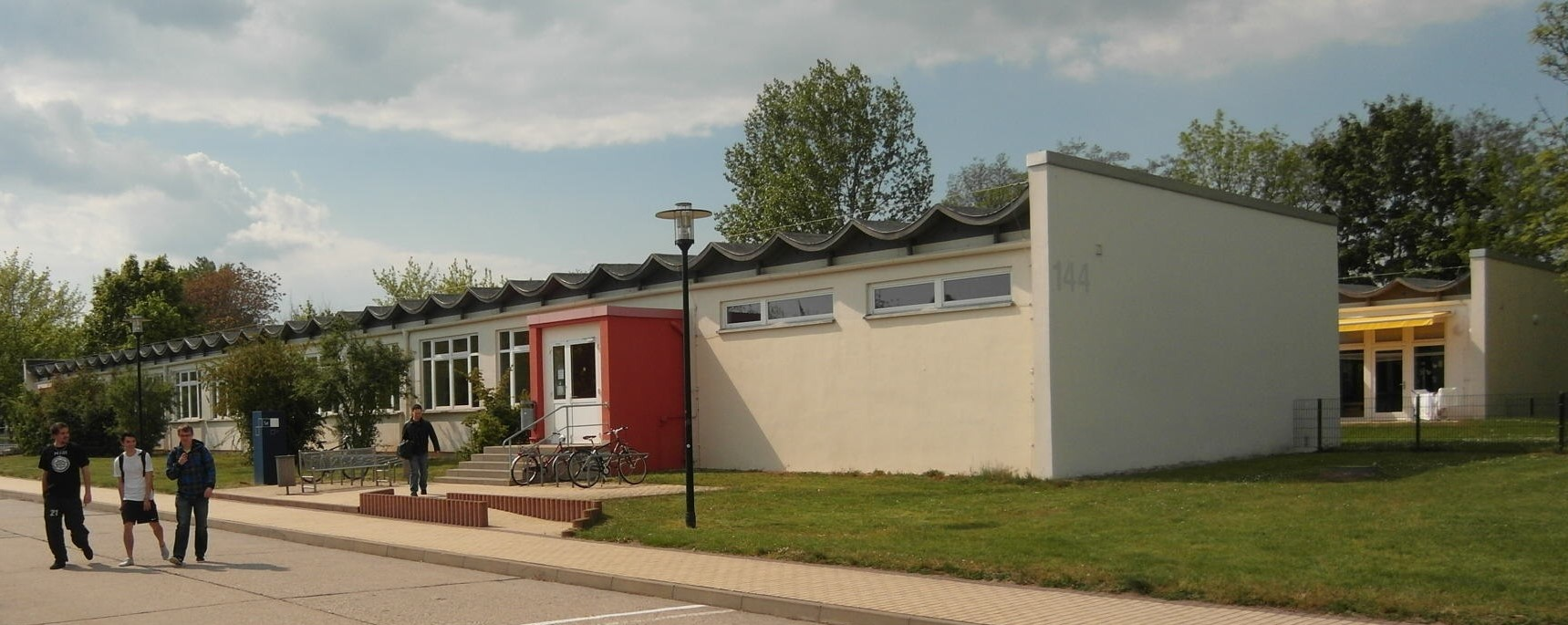
Campus Merseburg, Schule für ehemalige Spezialklassen (2014)

- 1964 richtete die THC als erste Hochschule der DDR die Spezialklassen für Chemie ein. Hier wurden naturwissenschaftlich besonders begabte Schüler aus der gesamten DDR nach der 10. Klasse ausgebildet und mit der 12. Klasse zum Abitur geführt.
- 1965: Sozialistische Wirtschaftsführung (Direktor: Siegfried Tannhäuser).
- 1967: Herausbildung größerer, leistungsfähigerer Institute: Petrolchemie und organische Zwischenprodukte (aus den Instituten für Petrolchemie sowie Chemie und Technologie der organischen Zwischenprodukte), (Direktor: Wilhelm Pritzkow); Anorganisch-technische Chemie (aus den Instituten für Chemiemetalle sowie für Chemie und Technologie der Mineralsalze), (Direktor: Hans-Heinz Emons).
- 1968: Mit der Dritten Hochschulreform vom Sommer 1968 wurden in der DDR an allen Hochschulen und Universitäten nahezu einheitliche neue Strukturen eingeführt, sodass die hierzu gegebene Darstellung für die Technische Hochschule Leipzig weitgehend allgemeingültigen Charakter hat (Abweichungen gab es vorwiegend an den Universitäten im medizinischen Bereich). Im Verlauf dieser Hochschulreform wurden die bestehenden Institutsstrukturen vollständig aufgelöst, und als größere Einheiten wurden Sektionen eingeführt (etwa vergleichbar mit den US-amerikanischen Department-Strukturen). Ziel war hierbei eine stärkere strukturelle Zentralisierung im Hochschulwesen. Zeitgleich begann bei der Deutschen Akademie der Wissenschaften (DAW) unter ihrem Präsidenten Hermann Klare ein ähnlicher Konzentrationsprozess als Akademiereform, indem hier Zentralinstitute gebildet wurden. 1972 wurde dieser Prozess mit der Umbenennung in Akademie der Wissenschaften der DDR (AdW) abgeschlossen.

## Sektionen
Seit 1968/1969 begannen schrittweise die Maßnahmen zur Umsetzung der Dritten Hochschulreform. Hierzu wurden die Institute umstrukturiert, und es wurden Wissenschaftsbereiche gebildet, von denen mehrere jeweils zu einer Sektion unter Leitung eines Sektionsdirektors zusammengefasst wurden. Es erfolgte die Gründung der Sektionen Chemie; Verfahrenschemie (bis 1976); Verfahrenstechnik; Hochpolymere (bis 1976); Sozialistische Betriebswirtschaft SBW (bis 1972) und Kybernetik/Mathematik/Datenverarbeitung KMD (bis 1972). 1972 wurde aus den Bereichen der Sektion KMD und der Sektion SBW neue Sektionen gegründet: Wirtschaftswissenschaften (Direktor: Hans-Joachim Aust) sowie Mathematik und Rechentechnik (Direktor: Horst Erfurth). Im Jahre 1976 löste man die Sektionen Hochpolymere und Verfahrenschemie wieder auf und bildete hieraus die Sektion Chemie. Weiterhin wurde eine eigene Sektion Physik gebildet.

## Senat und Fakultäten
Im Dezember 1955 konstituierte sich der Akademische Senat, dem neben den gewählten Professoren auch wissenschaftlich ausgewiesene Vertreter der Praxis angehörten. Unmittelbar danach trat die „Fakultät II für naturwissenschaftliche und technische Ergänzungsfächer“ erstmals zusammen, ein Vorläufer der späteren Fakultät für Verfahrenstechnik und Grundlagenwissenschaften. Im Juli 1956 wurde die „Fakultät für Stoffwirtschaft“ gegründet. Ihr wurde im November 1957 das uneingeschränkte Promotions- und Habilitationsrecht verliehen (Dekan: H.-H. Lehmann). Die erste Promotionsurkunde wurde im Januar 1958 an Hans-Jürgen Papenfuss vergeben. Die erste Ehrendoktorwürde dieser Fakultät erhält H. H. Franck im November 1958. Die „Fakultät für Ingenieurökonomie“ wurde ebenfalls 1956 gegründet, sie erhielt das uneingeschränkte Promotions- und Habilitationsrecht im April 1961. Die Gründung der „Fakultät für Verfahrenstechnik und Grundlagenwissenschaften“ erfolgte mit Wirkung von September 1958 (Dekan: Karl-Georg Häußler). Sie erhielt August 1959 das uneingeschränkte Promotions- und Habilitationsrecht. Besonders in den 1980er Jahren zeichnete sich die Ausbildung in Verfahrenstechnik durch eine große Vielfalt an Vertiefungs- und Erprobungsrichtungen aus.
1989 bestanden also an der Hochschule die Sektionen für Chemie, Verfahrenstechnik, Werkstofftechnik, Mathematik, Physik und Wirtschaftswissenschaften, an denen man einen universitären Abschluss erwerben konnte. Darüber hinaus existierte eine Sektion Marxismus-Leninismus, an der aber keine Studenten eingeschrieben waren. Diese Sektion diente der in der DDR obligatorischen Ausbildung aller Studenten auf dem Gebiet Marxismus-Leninismus.
Durch die Fakultäten wurden insgesamt 23 Persönlichkeiten zu Ehrendoktoren der THLM ernannt: Eberhard Leibnitz, Günther Adolphi, Hermann Klare, Günther Rienäcker, Kurt Schwabe, Hans-Heinz Emons, Günther Wyschofsky, Alfred Rieche u. a. Anlässlich des 150. Jahrestages der Gründung der Partnereinrichtung Leningrader Technologisches Institut „Lensowjet“ wurden Angehörige der THLM zum Ehrenprofessor dieses Instituts ernannt: Gert Naue, Heinz Georg Osmar Becker, Klaus Hartmann, Ernst-Otto Reher und Dieter Schönknecht.
Nach der Deutschen Wiedervereinigung beschloss der Senat im Januar 1991 die Auflösung aller Sektionen und die Gründung neuer Fakultäten mit Fachbereichen und Instituten. Die Fakultätsstrukturen des Jahres 1991 zeigten folgendes Bild:
Fakultät für Naturwissenschaften
- Fachbereich Chemie
  - Institute: Analytik und Umweltchemie; Anorganische Chemie; Organische Chemie; Physikalische Chemie; Technische Chemie; Makromolekulare Chemie.
- Fachbereich Physik
  - Institute: Theoretische Physik; Experimentalphysik; Angewandte Physik.

Fakultät für Technikwissenschaften und Mathematik
- Fachbereich Mathematik und Informatik
  - Institute: Analysis; Angewandte Mathematik; Informatik; Hochschulrechenzentrum.
- Fachbereich Verfahrenstechnik
  - Institute: Technische Strömungsmechanik; Verfahrenstechnische Prozessgrundlagen; Mechanische Verfahrenstechnik; Thermische Verfahrenstechnik; Reaktionstechnik; Systemverfahrenstechnik; Technische Thermodynamik und Energiewirtschaft; Automatisierungstechnik und Elektrotechnik; Maschinen- und Anlagentechnik; Umweltschutztechnik; Biotechnologie.
- Fachbereich Werkstoff- und Verarbeitungstechnik
  - Institute: Kunststoff- und Kautschuktechnik; Verarbeitungstechnik und Rheologie; Werkstofftechnik; Technische Mechanik.

Fakultät für Wirtschafts- und Sozialwissenschaften
- Fachbereich Wirtschaftswissenschaften i. G.
  - Institut für Unternehmensführung i. G.
  - Institut für interdisziplinäre Technikforschung i. G.
  - Institut für Fremdsprachen.

Die Technische Hochschule „Carl Schorlemmer“ Leuna-Merseburg wurde zum 31. März 1993 ohne Rechtsnachfolge aufgehoben und ging überwiegend in die Martin-Luther-Universität Halle-Wittenberg (MLU) als Außenstelle Merseburg und teils in die 1992 auf dem Campus neu gegründete Hochschule Merseburg ein.

## Professoren der TH Leuna-Merseburg (Auswahl)
- Günter Adolphi (1902–1982), Verfahrenstechniker, Lehrtätigkeit von 1961 bis 1967
- Hermann Klare (1909–2003), Chemiker, Lehrtätigkeit von 1954 bis 1961 (HU Berlin, DAW/AdW Berlin)
- Hans Hart (1923–2016), Messtechniker, Lehrtätigkeit von 1964 bis 1969 (HU Berlin: bis 1986)
- Lieselott Herforth (1916–2010), Kernphysikerin, hatte ihre erste Professur an der TH Leuna-Merseburg (1957–1960), war erste Rektorin einer deutschen Universität (1965–1968, TU Dresden)
- Heinz Georg Osmar Becker (1922–2017), Chemiker
- Helmut Pohle (1925–1994), Wirtschaftswissenschaftler, Lehrtätigkeit von 1981 bis 1989
- Wilhelm Pritzkow (1928–2013), Chemiker
- Lothar Kolditz (1929–2025), Chemiker, Lehrtätigkeit von 1957 bis 1959 (FSU Jena, HU Berlin, AdW Berlin)
- Karl-Heinz Thiele (1930–2024), Chemiker, Lehrtätigkeit von 1970 bis 1993 (MLU: bis 1995)
- Hans-Heinz Emons (* 1930), Chemiker, Lehrtätigkeit von 1964 bis 1975, Rektor von 1968 bis 1975
- Manfred Schulz (1930–2013), Chemiker, Lehrtätigkeit von 1968 bis 1993 (MLU: bis 1995)
- Georg C. Brack (1931–2014), Automatisierungstechniker, Lehrtätigkeit von 1964 bis 1993 (MLU: bis 1995)
- Karl-Heinz Thiele (1930–2024), Chemiker, Lehrtätigkeit 1970 bis 1995
- Rudolf Taube (* 1931), Chemiker, Lehrtätigkeit von 1970 bis 1993 (MLU: bis 1995)
- Wolfgang Fratzscher (1932–2021), Verfahrenstechniker, Lehrtätigkeit von 1964 bis 1993 (MLU: bis 1998)
- Egon Fanghänel (1935–2023), Chemiker, Lehrtätigkeit von 1971 bis 1993 (MLU: bis 2000)
- Ernst-Otto Reher (1936–2016), Verfahrenstechniker, Lehrtätigkeit von 1972 bis 1992
- Hans-Joachim Timpe (* 1939), Chemiker
- Klaus Krug (1941–2025), Chemiker und Wissenschaftshistoriker, Lehrtätigkeit von 1965 bis 1993 (Hochschule Merseburg: bis 2005)

## Professoren, die aus der TH Leuna-Merseburg hervorgegangen sind (Auswahl)
Nachfolgend genannte Professoren haben entweder an der THLM studiert, wurden hier promoviert oder haben sich hier habilitiert bzw. waren an der THLM zuvor beruflich tätig, bevor sie an eine andere Einrichtung außerhalb der THLM als Professor berufen wurden:
Hermann Klare (Berlin), Lothar Kolditz (Jena, Berlin), Manfred Schulz (Halle/Saale), Peter Metzing (Freiberg i. Sa.; HS Lausitz), Hans-Joachim Hörig (Merseburg, Schkopau), Hans-Dieter Maertens (Halle/Saale), Peter Neumann (Magdeburg), Volkmar Seidel (Merseburg), Peter Cschornack (Merseburg), Frank Sokollik (Merseburg), Knut Stephan (Brandenburg), Rainer Dittmar (Heide), Karl-Dietrich Morgeneier (Jena), Georg C. Brack (Halle/Saale), Hans-Michael Hanisch (Magdeburg, Halle/Saale), Rudolf Taube (Halle/Saale), Hans Hart (Berlin), Peter Hauptmann (Magdeburg), Egon Fanghänel (Halle/Saale), Alfred Göpfert (Halle/Saale), Wolfgang Fratzscher (Halle/Saale), Klaus Krug (Merseburg), Lutz-Günther Fleischer (Berlin), Heinz Zwanziger (Merseburg), Johanna Wanka (Merseburg, Potsdam, Hannover, Berlin), Sabine Seidler (Wien), Eckhard Worch (Dresden) u. a.

## Wissenschaftliches Leben
Forschungsergebnisse wurden in der eigenen Wissenschaftlichen Zeitschrift der THC veröffentlicht, deren erstes Heft im Oktober 1958 erschien und deren Name die Umbenennungen der Hochschule im Laufe ihrer Geschichte widerspiegelte. Darüber hinaus publizierten Angehörige der THLM zunehmend in internationalen wissenschaftlichen Fachzeitschriften. Ihre Buchpublikationen (Monographien, Sammelbände, Fach- und Lehrbücher) waren oft so erfolgreich, dass sie nicht selten in mehreren Auflagen erschienen. Eine wichtige Grundlage für die Ausbildung war das Lehrwerk Verfahrenstechnik, das im Oktober 1979 mit dem 30. Band abgeschlossen wurde und seit dem Erscheinen des ersten Bandes in 120.000 Exemplaren gedruckt wurde; über 100 Autoren haben daran mitgearbeitet.
Profilierte Professoren wurden zu Mitgliedern der Deutschen Akademie der Wissenschaften (DAW) bzw. der Akademie der Wissenschaften der DDR (AdW) gewählt.
Der Senat beschloss im Herbst 1965 die Stiftung des „Carl-Schorlemmer-Preises“ für hervorragende wissenschaftliche Leistungen von Angehörigen der THC.
Im Oktober 1975 fanden die ersten „Merseburger Technologischen Tage“ als wissenschaftliche Veranstaltung statt, die bis zur Aufhebung der THLM ein traditioneller Höhepunkt ihres wissenschaftlichen Lebens waren.

## Kultur
Mit der Gründung der TH wurde eine Kunstsammlung angelegt und bis zur Auflösung der Hochschule ständig erweitert. Das Kulturangebot der Hochschule reichte von Musikdarbietungen über Lesungen von Schriftstellern, Kunstausstellungen, Theateraufführungen bis zu Aufführungen im Filmclub und schloss mehrere kulturell-künstlerische Interessengemeinschaften ein, darunter ein Studentenkabarett.
Seit Anfang 1981 wurden „Sonntagsvorlesungen“ angeboten, die von der THLM gemeinsam mit der URANIA, dem Kulturbund und der Kammer der Technik durchgeführt wurden. Diese öffentlichen Vorlesungen zu aktuellen Themen, z. B. „Genmanipulation – Schreckgespenst oder Hoffnung für die Zukunft?“ wurden zu einem ständigen Angebot für die Bevölkerung.

## Campusentwicklung

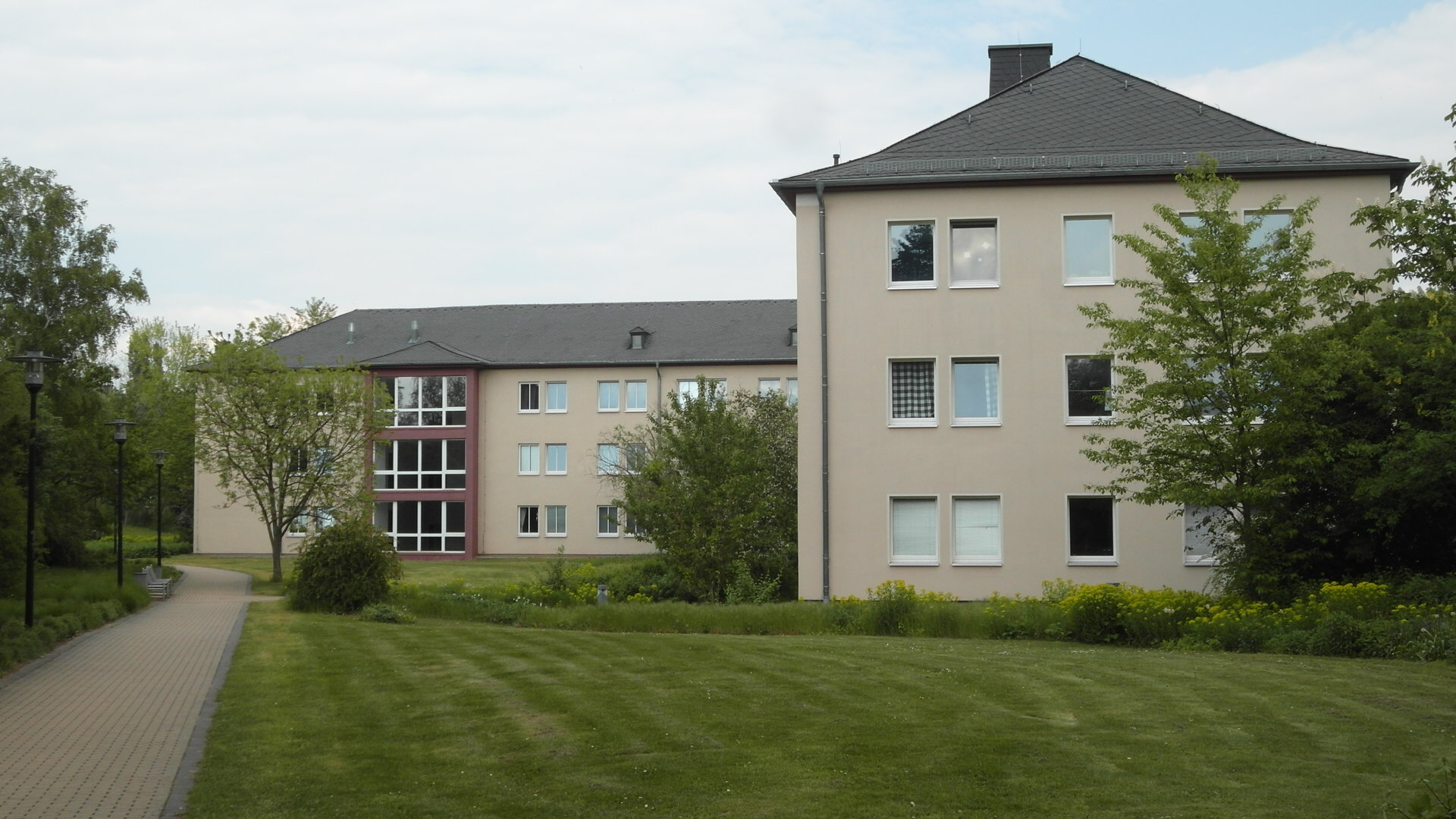
Campus Merseburg, Wohnheime (2014)

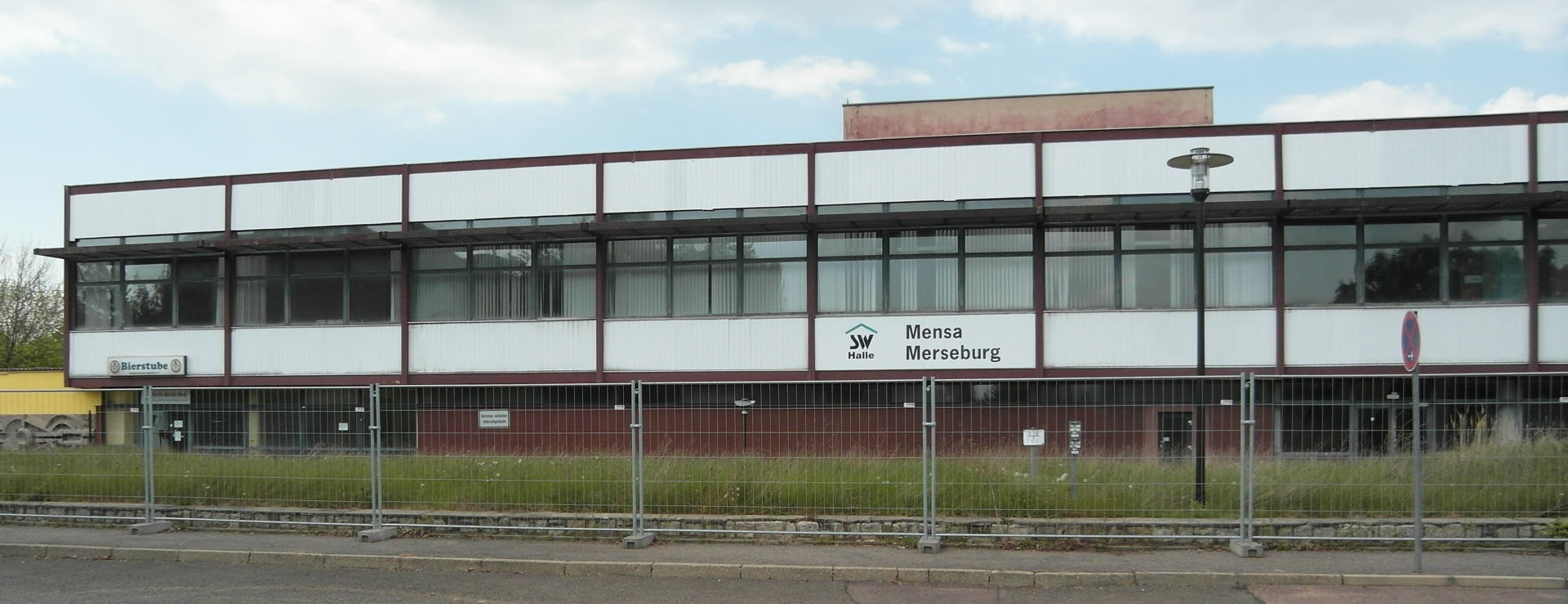
Campus Merseburg, Mensa (2014)

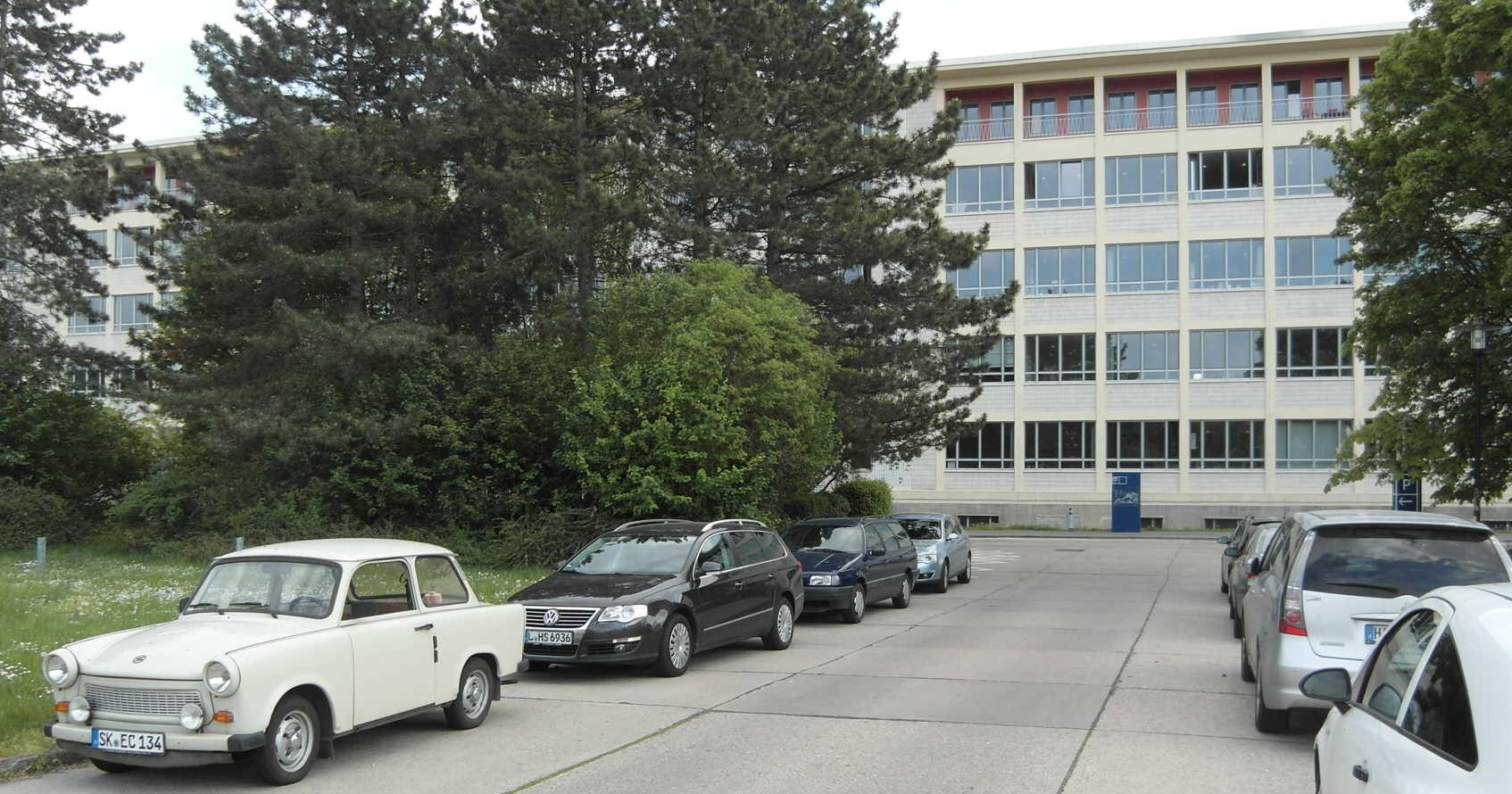
Campus Merseburg, Hauptgebäude (2014)

Anlässlich des Festaktes zur Hochschuleröffnung wurde im Oktober 1954 zugleich der Grundstein auf dem vorgesehenen Hochschulgelände gelegt. Zum September 1955 wurde das Internat 1 mit 200 Wohnheimplätzen seiner Bestimmung übergeben. Ende des Jahres 1957 waren die Internate 3 und 4 (die später als Bürogebäude genutzt wurden) sowie der erste Bauabschnitt des Internates 2 fertiggestellt. Ende 1958 waren damit 4 Internate mit durchschnittlich je 500 Plätzen baulich abgeschlossen. Der im Dezember 1957 gegründete Studentenklub baute in den Internaten 1 und 2 passende Kellerräumlichkeiten durch Eigenleistungen aus. Daraus entstanden die Studentenklubs „Wärmetauscher“ (kurz „Wärmi“ genannt) und „Alchimistenfalle“, weitere folgten in einigen anderen Wohnheimen. Insgesamt wurden 10 Internate mit einer Gesamtkapazität von über 4.000 Wohnheimplätzen errichtet, die damals für 10 Mark pro Platz und Monat (einschließlich Bettwäsche) vermietet wurden. Inzwischen sind diese Wohnheime teilweise saniert sowie zu Teilen umgenutzt oder abgerissen.
Im Januar 1956 wurde zunächst ein Beton- und Plattenwerk zum Bau des Hauptgebäudes errichtet. Zum September 1965 wurde der Große Hörsaal mit 500 Plätzen im inzwischen fertiggestellten Hauptgebäude eingeweiht, der im Zuge einer Campussanierung in den Jahren um 2010 in eine neue Bibliothek für die Hochschule Merseburg umgestaltet wurde. Die erste befestigte Straße auf dem Campus wurde im Oktober 1963 dem Verkehr übergeben. Im April 1974 wurde die neue Mensa mit einem Investitionsvolumen von 11 Mio. Mark in Betrieb genommen. Sie hatte eine Kapazität von 5.400 Essenportionen pro Tag, das Gebäude beherbergte auch ein Betriebsrestaurant, einen Erfrischungsraum und eine Bierstube. Bei der Campussanierung wurde der Mensabetrieb komplett in das Hauptgebäude verlagert.
Zum 1. Mai 1969 wurde der Kellerklub „Ölgrube“ im Zentrum der Stadt Merseburg eröffnet, der durch Eigenleistungen und Spenden von Studenten und Hochschulangehörigen entstanden war. Im April 1981 wurde der Klub „La Paix“ der ausländischen Studierenden im Internat VIII fertiggestellt. Im Februar 1988 wurde der rekonstruierte Studentenclub „Reaktor“ durch den Prorektor für Erziehung und Ausbildung an die FDJ-Grundorganisation übergeben. Das Studentenwerk Halle hatte mit Jahresbeginn 1992 seine Tätigkeit aufgenommen und verwaltet seitdem die Wohnheime, die Mensa, den Kindergarten, die Kinderkrippe sowie das Amt für Bafög. Den restlichen Kellerklubs wurden 2015 bzw. 2016 ihre historischen Räumlichkeiten vom Studentenwerk Halle gekündigt.
Zum 1. Februar 1993 übernahm die im Jahre 1992 auf dem Campus Merseburg neu gegründete Fachhochschule die Hausherrenfunktion über den gesamten Campus; die THLM wurde zum 31. März 1993 juristisch aufgehoben.

## Absolventen und Promovenden der THLM von 1954 bis 1991
Absolventen
- Direktstudium: 14.022; darunter 576 ausländische Studierende
- Fernstudium: 2.322
- Postgradualstudium (Fachingenieur, Fachökonom): 2.279
- Weiterbildung (Lehrgangsteilnehmer): 21.951
- Schüler der Spezialklassen (Abitur): 1.504
- Vorkursteilnehmer: 322
- Fachschule (Ingenieur): 229

Promotionen A
- (Dr. rer. nat., Dr.-Ing., Dr. rer. oec.): 2.392; darunter 170 Ausländer

Habilitationen / Promotionen B
- (Dr. habil., Dr. sc.): 307; darunter 7 Ausländer.